# Golful Abukir

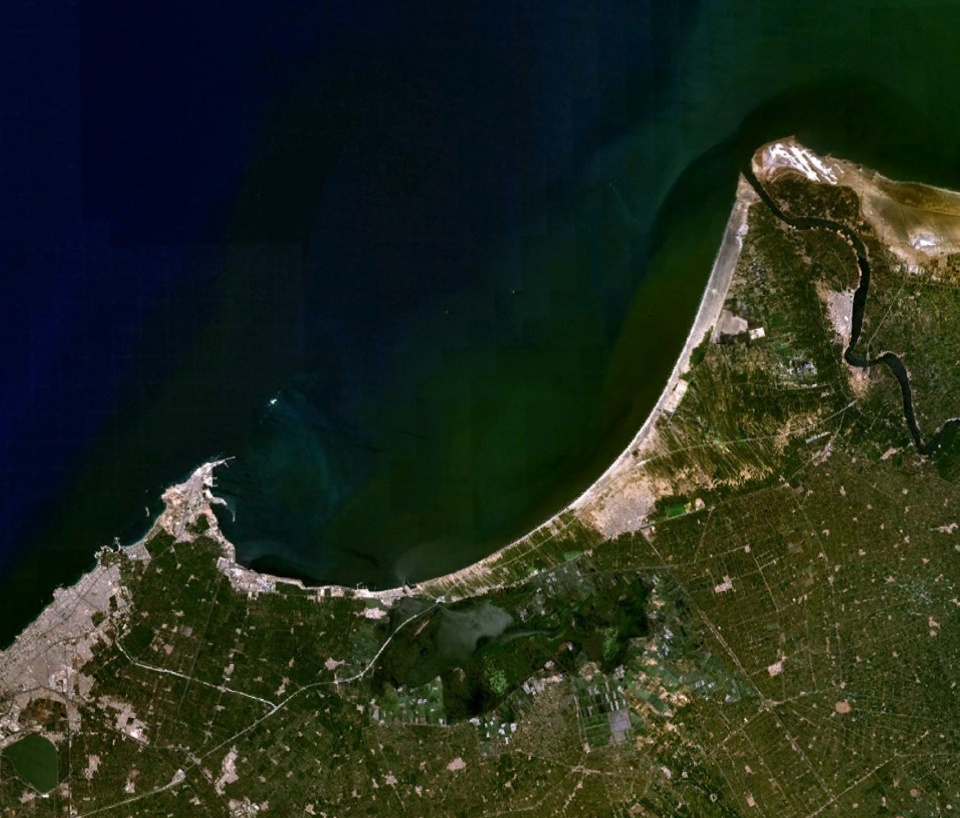
Imagine din satelit

Abu Qir este un golf din Marea Mediterană, întinzându-se de la orașul Rosetta, la gura de vărsare a Nilului, de-a lungul coastei Egiptului. A fost scena Bătăliei Nilului (1798), în care flota engleză, sub conducerea lui Horatio Nelson, a învins flota lui Napoleon.